# Ansgar Pichen
Ansgar Pichen, né le 22 septembre 1913 à Esbjerg et mort le 13 décembre 1945 à Hamelin, est le chef de la cuisine du camp de concentration de Bergen-Belsen.

## Biographie
Son père était de nationalité danoise. En 1914, sa famille s'installe en Haute Silésie.
Il est conscrit dans la Wehrmacht le 25 mai 1940. Il est blessé le 25 novembre 1942 et devient infirme de la main gauche. Il reste en convalescence à Troppau jusqu'en mars 1943. En mars 1943, il rejoint le camp de Blechammer en Haute Silésie. Le 21 janvier 1944, il rejoint le camp de Gross-Rosen.
Le 10 mars 1945, Pichen arrive dans le camp de concentration de Bergen-Belsen. Il y a d'abord été intégré en tant que membre de l'équipe de sécurité puis s'est vu confier la gestion de la cuisine du camp en raison de sa main estropiée. Pichen a témoigné plus tard que ses papiers lui avaient été retirés à son arrivée à Bergen-Belsen, qu'il avait été enrôlé dans les SS, mais qu'il n'avait jamais porté l'uniforme SS.
Le 15 avril 1945, le camp de concentration de Bergen-Belsen est libéré par les Forces armées britanniques qui y trouvent plus de 10 000 morts et environ 60 000 survivants. Le personnel SS du camp a été obligé d'enterrer tous les cadavres dans des fosses communes. Pichen participe à l'enterrement des cadavres et contracte le typhus.
Le procès de Bergen-Belsen a lieu du 17 septembre au 17 novembre 1945. Pichen est accusé de crimes commis à Bergen-Belsen. Pichen plaide non coupable. Dans son témoignage, il déclare n'avoir maltraité aucun prisonnier. Le parquet l'accuse d'avoir abattu deux prisonniers, au moins. 
Il est reconnu coupable de crimes de guerre le 17 novembre 1945 et condamné à mort par pendaison. Le bourreau britannique, Albert Pierrepoint, a exécuté la peine le 13 décembre 1945, à la prison de Hameln.